# グーテン
『グーテン』（good10）とは、2006年4月3日から2011年9月30日までテレビユー福島で毎週月曜 - 金曜 9:55 - 10:20に放送されていたローカル情報番組。前番組は『まるとく』。

## 出演者（放送終了時点）
- 杉浦敦（2006年4月3日 - ） - メインMC
- 渡辺奈菜 - メインMC

## 過去の出演者
- 北條愁子（2006年4月3日 - 2008年6月27日）
- 小野美希（2006年4月3日 - 2006年12月27日） - 担当：木曜、金曜アシスタント
- 山田幸美（2006年4月3日 - 2009年3月27日） - 小野卒業までは月曜 - 水曜のアシスタント担当、卒業以降は月曜 - 金曜のアシスタント担当、北條卒業以降は月曜 - 金曜のメインMC
- ワッキー貝山（2006年4月 - 2010年3月25日）
- 渡邊文嘉（2010年3月29日 - 2011年3月11日） - 渡辺ぶんか名義
- 上條麻里奈（2007年8月17日 - 2011年3月11日） - 2009年3月30日放送よりメインMC、月曜 - 水曜担当
- 中村幹男（ - 2011年3月11日まで） - 担当：グーテン買い物ナビ
- 児玉理恵（2008年8月 - 2011年4月27日） - 担当：G-スタイルなど、木曜・金曜担当

## 歴史
- 2006年4月3日 - 放送開始。
- 2006年12月27日 - 小野美希が報道取材に専念するため卒業、それに伴いアシスタントは山田幸美が単独となる。
- 2008年6月27日 - 北條愁子が番組を卒業、翌週より山田幸美が杉浦とともにメインMCに。
- 2009年3月27日 - 山田幸美が番組を卒業。
- 2011年3月12日 - 21日 - 東日本大震災による報道特別番組で放送休止。
- 2011年4月27日 - 児玉理恵が番組を卒業。
- 2011年9月20日 - 番組が9月末に終了することが発表される。
- 2011年9月30日 - 番組終了。約5年半で幕を閉じる。最終回は55分に拡大。後番組は『はぴスタ』。

## 主なコーナー（2011年9月時点）
杉浦ひとり
毎週水曜日。杉浦がカメラマンの「まさとしくん」とともに県内の商店街などを訪ねる企画。杉浦が夏休みだったとき、代打として「北條ひとり」が放送されたこともあった。
生活向上委員会
不定期。マナーや節約術、便利グッズなど生活に役立つちょっとした工夫などを渡辺奈菜がレポート。
なないろ
毎週月曜日。県内の復興にがんばっている人に渡辺奈菜が会いに行く。
どんなもんだい福島
毎週木曜日。県内の名産品などを紹介する。
天気予報
番組冒頭と番組後半に放送される。
きょうのキーワード
視聴者のFAXコーナー。「きょうの一枚」に選ばれるとニッスイ製品詰合せがプレゼントされる。

## 備考
- 2011年3月11日に発生した東日本大震災により、報道特別番組を21日まで放送して休止していた。3月22日から最終回まで番組タイトルを『グーテン We Love ふくしま』とし、災害情報を中心に伝えた。放送時間が55分から25分に縮小。
- 2011年9月30日の最終回は、前述により縮小された放送時間が元の55分に拡大。北條愁子や山田幸美、リポーターだったワッキー貝山を除いた歴代MCが集まり、名場面集や、元MCの北條や山田からのメッセージなどが放送された。

| テレビユー福島 平日午前中の情報番組 | テレビユー福島 平日午前中の情報番組 | テレビユー福島 平日午前中の情報番組 |
| 前番組                              | 番組名                              | 次番組                              |
| ----------------------------------- | ----------------------------------- | ----------------------------------- |
| まるとく                            | グーテン                            | はぴスタ                            |